# Георги Георгиев (БКП)
Вижте пояснителната страница за други личности с името Георги Георгиев.
Георги Димитров Георгиев е български политик от Българската комунистическа партия (БКП) и Българската социалистическа партия (БСП), председател на Комитета за държавен и народен контрол (КДНК) и наследилата го Комисия за държавен контрол (КДК) през 1986 – 1990 година.

## Биография

### Произход, образование и работа
Георги Георгиев е роден на 6 декември 1937 година във Варна. През 1960 година завършва право в Софийския университет „Климент Охридски“, след което работи в апарата на Димитровския комунистически младежки съюз, от 1964 година е член на БКП. През 1969 – 1973 година е на служба в посолството в Съветския съюз, след това работи в апарата на БКП в София.

### Политическа кариера
Между 1973 и 1986 година Георгиев е последователно ръководител на общинската администрация в Ленински район в София, първи секретар на организацията на БКП в Димитровски район, на окръжната организация във Варна и Стара Загора и на градската в София. През 1986 година става член на Централния комитет на БКП и председател на Комитета за държавен и народен контрол в правителството на Георги Атанасов, като остава начело на институцията (преименувана на Комисия за държавен контрол) и в първото правителство на Андрей Луканов до есента на 1990 година.